# Missione eterna
Missione eterna (Forever Free) è un romanzo di fantascienza di Joe Haldeman pubblicato nel 1999.
Fa parte di una serie iniaziata con Guerra eterna del 1974, seguito nel 1997 da Pace eterna di cui l'autore spiega che "non si trattava di un seguito ma di un libro autonomo in cui l'autore, a distanza di un ventennio, prendeva nuovamente in considerazione una parte di quei problemi"..

## Storia editoriale
Per molti anni l'autore ha sempre respinto le richieste di editori e fan che gli chiedevano di dare alle stampe un  seguito del celebre romanzo pluripremiato Guerra eterna che ne riprendesse i protagonisti. Alla fine degli anni novanta ad Haldeman venne proposto di scrivere un racconto per un'antologia in cui sarebbero state raccolti seguiti di romanzi famosi. Haldeman accettò per l'elevato compenso proposto. Il racconto si sviluppò e spinse l'autore a completarlo come romanzo e seguito dichiarato dei precedenti della serie, mentre per l'antologia scrisse un racconto autonomo..

## Trama
William Mandella e sua moglie Marygay Potter, abbandonate le divise dell'esercito terrestre, hanno costituito una famiglia sul pianeta chiamato dal protagonista "Dito Medio". Su questo pianeta vivono gli antichi terrestri che hanno scelto di continuare a riprodursi in maniera tradizionale anziché adottare la clonazione standard. Insoddisfatti dalla situazione assieme ad altri abitanti del pianeta intraprendono un viaggio su un'astronave per cercare di cambiare il destino degli esseri umani.